# Lloyd Evans
Lloyd George Evans (31 de julio de 1915 – 29 de julio de 2002)  fue un corredor de larga distancia canadiense. Compitió en el maratón masculino en los Juegos Olímpicos de Verano de 1948, quedando en el puesto 16º con un tiempo de 2 horas, 48 minutos y 7 segundos.  Su mejor tiempo personal en el maratón masculino fue de 2 horas, 39 minutos y 41 segundos, hecho ocurrido en 1947. 